# Astroloog

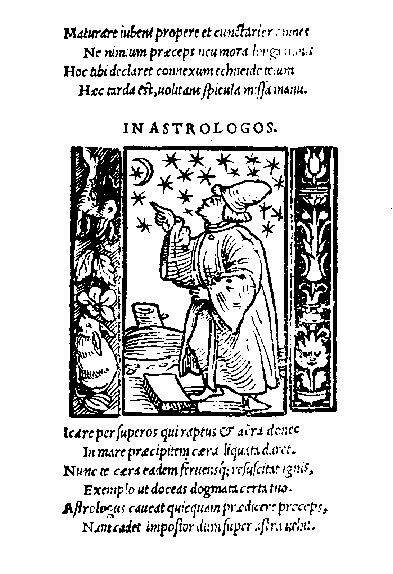
Een astroloog (Latijn: In astrologos) houtsnede van Jörg Breu in het Emblematum liber van Andrea Alciato (1531)

Een astroloog of astrologe is een beoefenaar van astrologie. Hij of zij gaat daarbij steeds uit van een verband tussen de kosmos en het leven op aarde. Dit verband zou hem in staat moeten stellen uitspraken te doen over tal van zaken. Een astroloog zal typisch een horoscoop tekenen voor het ogenblik dat een bepaalde gebeurtenis, zoals iemands geboorte, plaatsvindt. Hierbij noteert hij - of de computersoftware- op het horoscoopwiel de precieze plaats van de planeten en andere elementen die hij van belang acht voor de interpretatie.

## Verschillende typen van astrologie
De methoden die astrologen daarbij aanwenden, zijn zeer divers en hangen af van de school waartoe ze behoren. Zo maakt de klassieke astrologie geen gebruik van de nieuw ontdekte planeten Uranus, Neptunus en Pluto, dit in tegenstelling tot de meeste hedendaagse astrologen, die deze planeten wel gebruiken. Astrologen uit de Hamburger Schule van Alfred Witte en de Kosmobiologie van Reinhold Ebertin hebben een groot deel van de klassieke astrologie overboord gezet en werken voornamelijk met planeten en midpunten.
Een ontwikkeling die dateert uit de jaren dertig van de 20e eeuw, is de psychologische astrologie, die zich afzet tegen het fatalistische karakter van de astrologie en daarvoor een astrologie van de vrije wil in de plaats stelt. Dit type van astrologie was vooral gebaseerd op het werk van de Zwitserse arts en psycholoog Carl Gustav Jung, in het bijzonder op zijn ideeën over archetypen. De bekendste vertegenwoordigers van de psychologische of jungiaanse astrologie zijn Dane Rudhyar, Liz Greene en Stephen Arroyo. In Nederland is Karen Hamaker de bekendste astrologe, die gepubliceerd heeft over zowel de klassieke als de moderne astrologie.
Naast de ontwikkeling van de psychologische astrologie is er recentelijk steeds meer aandacht voor het systeem dat Jean Carteret heeft uitgewerkt. Deze stroming binnen de astrologie werkt met niet zichtbare factoren als verdubbeling en tegenhangers van de traditionele "witte" lichten, de Zon en de Maan. Deze niet zichtbare factoren worden de "zwarte lichten" genoemd. Er wordt veel waarde gehecht aan de astronomische werkelijkheid, de term structurele astrologie vindt hier zijn oorsprong.
Er zijn ook astrologen die naast het opstellen van geboortehoroscopen gespecialiseerd zijn in mundane astrologie (het wereldgebeuren, de politiek), weervoorspellingen, beroepskeuze, relatiehoroscopen, uurhoekastrologie en financiële astrologie (beursvoorspellingen).

## Reputatie en receptie
Historisch gezien is de astrologie nog niet zo lang in onbruik geraakt; pas met de opkomst van de moderne wetenschappen sinds de 17e eeuw heeft ze veel van haar aanhangers verloren. Interessant om te vermelden is dat die overgang niet zo bruusk heeft plaatsgevonden als soms wordt aangenomen. Zelfs gerenommeerde wetenschappers als Isaac Newton hielden zich in die periode immers nog intensief bezig met astrologie, en ook bijvoorbeeld de 16e-eeuwse astronomen Johannes Kepler, Galileo Galilei en Tycho Brahe waren praktiserende hofastrologen: Kepler voor de Habsburgse hertog van Wallenstein, Brahe aan het koninklijk hof van Denemarken, en Galilei bij de Medici.
De reden dat astrologie nu beschouwd wordt als een pseudowetenschap, is dat ze haar kennis niet vergaart met behulp van de wetenschappelijke methode. Astrologie heeft als 'oude wetenschap' weliswaar haar eigen methode en eigen regels, maar haar uitgangspunt - de aanname dat de stand van zon, maan, sterren en planeten in verband kan worden gebracht met iemands lot - is niet falsifieerbaar.

## Praktijk
Omdat er niet echt criteria bestaan die bepalen wanneer iemand zich astroloog mag noemen, bestaat de kans dat ook mensen zonder opleiding of kennis van zaken zich als (beroeps)astroloog gaan profileren. Terwijl de westerse klassieke astrologie van de middeleeuwen en de renaissance nog uitging van vaste regels die elke astroloog kende, is er in de moderne tijd geen sprake meer van een vastgelegde, universeel geldende astrologische leer. Astrologie kent nu vele varianten en eenieder is vrij om zijn of haar eigen variant daar aan toe te voegen of nieuwe inzichten toe te passen. Er is ook helemaal niets op tegen dat kennis over astrologie via zelfstudie wordt verworden, maar als alternatief is er ook een steeds groeiend aanbod van commercieel werkende 'scholen' die betaalde cursussen aanbieden. In een aantal landen houden enkele organisaties zich bezig met het professionaliseren van het beroep.
- In Nederland en België proberen astrologische verenigingen wel om het beroep van astroloog middels opleidingen, ethische richtlijnen en getuigschriften meer waardering en erkenning te doen krijgen. Daarbij wordt een onderscheid gemaakt tussen de populaire astrologie (popastrologie) van de tijdschriftrubriekjes die zich grotendeels op de stand van de zon in een teken beperken, en de ernstig beoefende astrologie die veel meer elementen opneemt in haar analyse van gebeurtenissen en persoonlijkheden.
- In de Verenigde Staten is het professioneel uitoefenen van astrologie grotendeels vrij en niet aan regels gebonden. Een of ander certificaat is niet bij wet vereist om een praktijk te mogen opstarten. Nochtans zijn er organisaties zoals 'the American Federation of Astrologers' en 'the National Council for Geocosmic Research' die opleidingen aanbieden met de mogelijkheid om examens af te leggen.